# Familia (revistă)

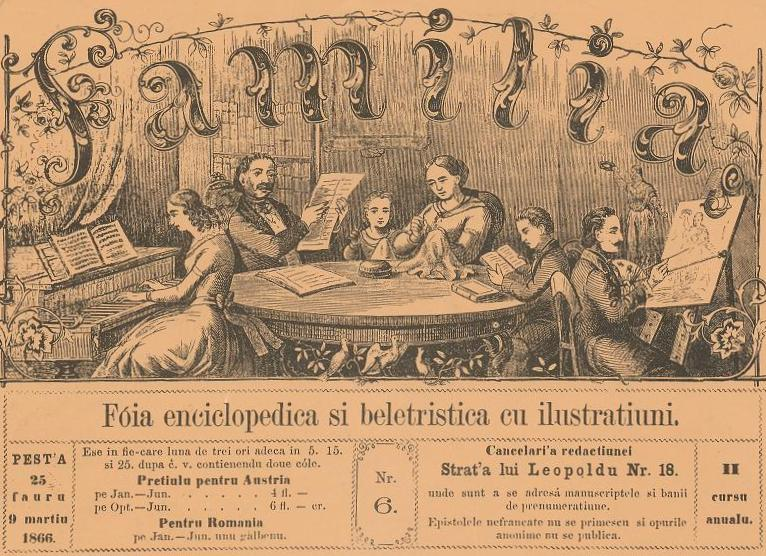
Revistă Familia (martie 1866)

Familia este o revistă enciclopedică de cultură și literatură înființată în 1865 la Pesta de publicistul și scriitorul Iosif Vulcan. 
Începând din 27 aprilie 1880 și până la 31 decembrie 1906 revista a fost tipărită la Oradea, devenind un important mesager al culturii românești, publicând lucrări ale unor mari personalități ale literaturii române.
La 25 februarie/9 martie 1866 revista „Familia” din Pesta a publicat poezia De-aș avea..., scrisă de un debutant pe nume Mihai Eminovici; Iosif Vulcan, directorul revistei, i-a schimbat însă numele din Mihai Eminovici în Mihai Eminescu, nume pe care poetul l-a adoptat imediat și l-a păstrat pentru totdeauna.
Printre colaboratori au figurat Vasile Alecsandri, Andrei Bârseanu, Dimitrie Bolintineanu, Timotei Cipariu, Aron și Nicolae Densușianu, George Coșbuc, Bogdan Petriceicu Hasdeu, Alexandru Vlahuță, Barbu Delavrancea, Duiliu Zamfirescu etc.
Muzeul Memorial Iosif Vulcan din Oradea găzduiește o secțiune documentară dedicată revistei „Familia”.

## Serii
Diferite serii noi ale revistei au fost publicate ulterior:
- Seria II, 1926 - 1928
- Seria III 1934 - 1943
- Seria IV 1944 - 1945
- Seria V 1965 până în prezent. Redacția actuală este formată din: Ioan Moldovan (director), Miron Beteg, Mircea Pricăjan, Marius Miheț, Ion Simuț, Alexandru Sereș.